# Сидни, Анджела
Анджела Сидни (англ. Angela Sidney, 4 января 1902, Каркросс, Юкон — 17 июля 1991) — тагишская сказительница. Она является соавтором двух рассказов о традиционных тагишских легендах и исторического документа о тагишских топонимах южного Юкона. За свой вклад в лингвистику и этнографию Сидни получила Орден Канады, став первой коренной женщиной из Юкона, удостоенной такой чести.

«Ну, у меня нет денег, чтобы оставить своим внукам. Мои истории — моё богатство!»
Оригинальный текст (англ.)"Well, I have no money to leave for my grandchildren. My stories are my wealth!"
— 

## Биография

### Ранние годы
Сидни родилась в 1902 году недалеко от Каркросса. Она имела два имени при рождении: Ch'óonehte 'Ma (на тагише), Stóow (на тлинкитском) и третье, Angela, от её крёстного отца, когда ей исполнилось две недели.
Её мать, Мария Джон (или Мария Тагиш) (род. около 1871 года), происходила из тлинкитского клана Дейшитаан (Ворона). Её отец, Тагиш Джон (родился около 1856 года), был Тагиш Дахлауэди. Мария осталась слабой после того, как эпидемия убила первых четырёх детей в семье. Брат Джонни и сестра Алиса Дора приходились Сидни братом и сестрой из второй семьи пары. Поскольку её мать была нездорова, Сидни, старшая дочь, проводила большую часть своего времени, помогая матери и слушая её рассказы. Тем не менее, Сидни получила некоторое образование в Каркроссе в англиканской миссионерской школе до десяти лет.
Двоюродным братьям и сестре её отца, Джиму Скукуму, Кейт Кармак и Чарли Доусону, приписывают открытие золота, которое привело к Клондайкской золотой лихорадке в 1896 году.

### Взрослые годы
В 14 лет Сидни вышла замуж за Джорджа Сидни (около 1888 — 1971). У них было семеро детей, четверо из которых умерли молодыми. Джордж работал сезонно на железной дороге White Pass and Yukon Railway, позже он стал начальником в Каркроссе.
Сидни любила слушать рассказы своих родителей и родственников. Чтобы гарантировать, что танцы, язык, истории и традиции её народа были записаны для будущих поколений, Сидни начала преподавать тагишские традиции школьникам. Она помогала лингвистам Виктору Голле, Джеффу Лиру и Джону Риттеру, а также антропологам Кэтрин Макклеллан и Джули Крукшенк в их исследованиях языка и традиций тагиш, чтобы гарантировать, что тагишский язык не будет утерян. Обучая свою племянницу, Луизу Профейт-ЛеБлан, искусству рассказывания историй, Сидни подчёркивала необходимость осознавать потребности аудитории, начинать рассказ с молитвой и просить прощения до того, как будет нанесено оскорбление.
Сидни умерла в 1991 году. У неё осталась дочь Ида Кальмеган.

## Награды и почести
- 1986, Член Ордена Канады[11]
- Сидни был вдохновителем для развития Юконского международного фестиваля сказителей, созданного в 1988 году, когда другие сказители узнали, что Сидни должна была поехать в Торонто в 1984 году, чтобы принять участие в фестивале сказителей[12].

## Избранные сказы
- Getting married (Скоро выйду замуж)[3]
- The stolen woman (Похищенная женщина)[3]
- How people got flint (Как люди получили кремень)[6]
- The old woman under the world (Старуха под миром)[6]
- Moldy head (Заплесневелая голова)[6]
- Fox helper (Лиса-помощник)[6]
- Wolf story (История волка)[6]
- Potlatch story (История потлача)[6]

## Частичная библиография
- Sydney, Angela. Place-names of the Tagish region, southern Yukon. — Whitehorse : Yukon Native Language Centre, 1980.
- Sydney, Angela. Haa Shagóon = Our family history / Angela Sydney, Cruikshank, J.. — Whitehorse : Yukon Native Languages Project, 1983.
- Sydney, Angela. Tagish tlaagú = Tagish stories / Angela Sydney, Cruikshank, J.. — Whitehorse, Yukon : Council for Yukon Indians and the Gov't. of Yukon, 1982.
- Sydney, Angela. My stories are my wealth / Angela Sydney, Smith, K., Dawson, R. … [и др.]. — Whitehorse : Council for Yukon Indians, 1977.